# Arturo Álvarez Perea
Arturo Álvarez Perea (* 18. November 1959 in Mexiko-Stadt) ist ein ehemaliger mexikanischer Fußballspieler auf der Position des Verteidigers.

## Leben

### Verein
Álvarez stand während seiner 16 Jahre währenden Profikarriere stets beim Puebla FC unter Vertrag. Als einer von wenigen Spielern hatte er das außergewöhnliche Glück, bei den beiden einzigen Meistertiteln in dessen Vereinsgeschichte (1983 und 1990) aktiv beteiligt gewesen zu sein. 1990 gewann er mit Puebla außerdem den mexikanischen Pokalwettbewerb und damit zwangsläufig auch den Supercup. Vermutlich gehörte er auch zum Kader der Mannschaft, die 1991 den CONCACAF Champions’ Cup gewann.
Lediglich zwischen 1987 und 1989 sowie in der Saison 1992/93 spielte er auf Leihbasis für die Hauptstadtvereine Cruz Azul und América.

### Nationalmannschaft
Álvarez kam in den folgenden drei Spielen für die mexikanische Nationalmannschaft zum Einsatz: am 6. Februar 1985 gegen die Schweiz (1:2), am 14. Februar 1989 gegen Polen (3:1) und am 23. Februar 1989 gegen El Salvador (2:0) bestritt er sein einziges Länderspiel über die volle Distanz von 90 Minuten.

## Erfolge
- Mexikanischer Meister: 1982/83, 1989/90
- Pokalsieger: 1990
- Supercup: 1990